# Catedral de Nuestra Señora de Le Puy (Grasse)

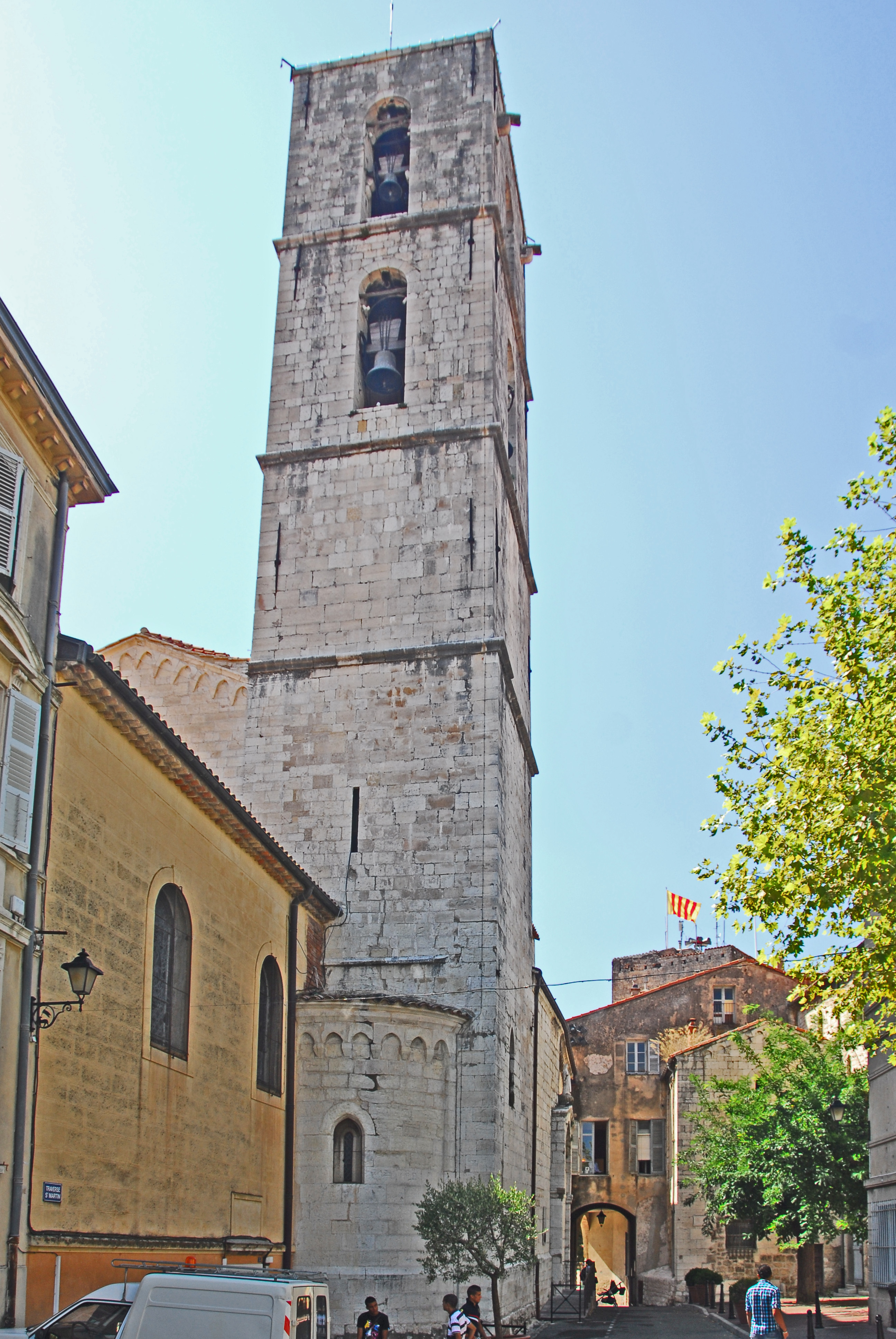
La torre y la cabecera de la catedral

La catedral de Nuestra Señora de Le Puy o simplemente catedral de Grasse (en francés: Cathédrale Notre-Dame-du-Puy de Grasse) es una catedral católica erigida en la ciudad de Grasse, Francia, en el departamento de Alpes Marítimos.
La catedral tiene por santo patrón a san Honorato de Arlés y a la Virgen María. Las dos puertas laterales estaban amuralladas y la puerta principal estaba decorada ya en 1714. La nave principal, que mide 55 por 19 m., fue construida en el siglo XIII dentro de los parámetros del incipiente estilo Gótico. Las paredes tienen más de dos metros de espesor. Diez columnas austeras y dañadas por un terrible incendio ocurrido en 1795, que duró una semana, sirven de apoyo al conjunto. Los órganos situados encima de la entrada fueron restaurados en 1978.
La catedral exhibe numerosas pinturas, incluyendo tres magníficos Rubens, un gran óleo del pintor oriundo de la ciudad Jean-Honoré Fragonard (El lavatorio de los pies), y otras obras de Charles Nègre, Gaillard, Sébastien Bourdon, etc. así como los retratos de la mayoría de obispos de Grasse a lo largo de la historia. 

## Véase también

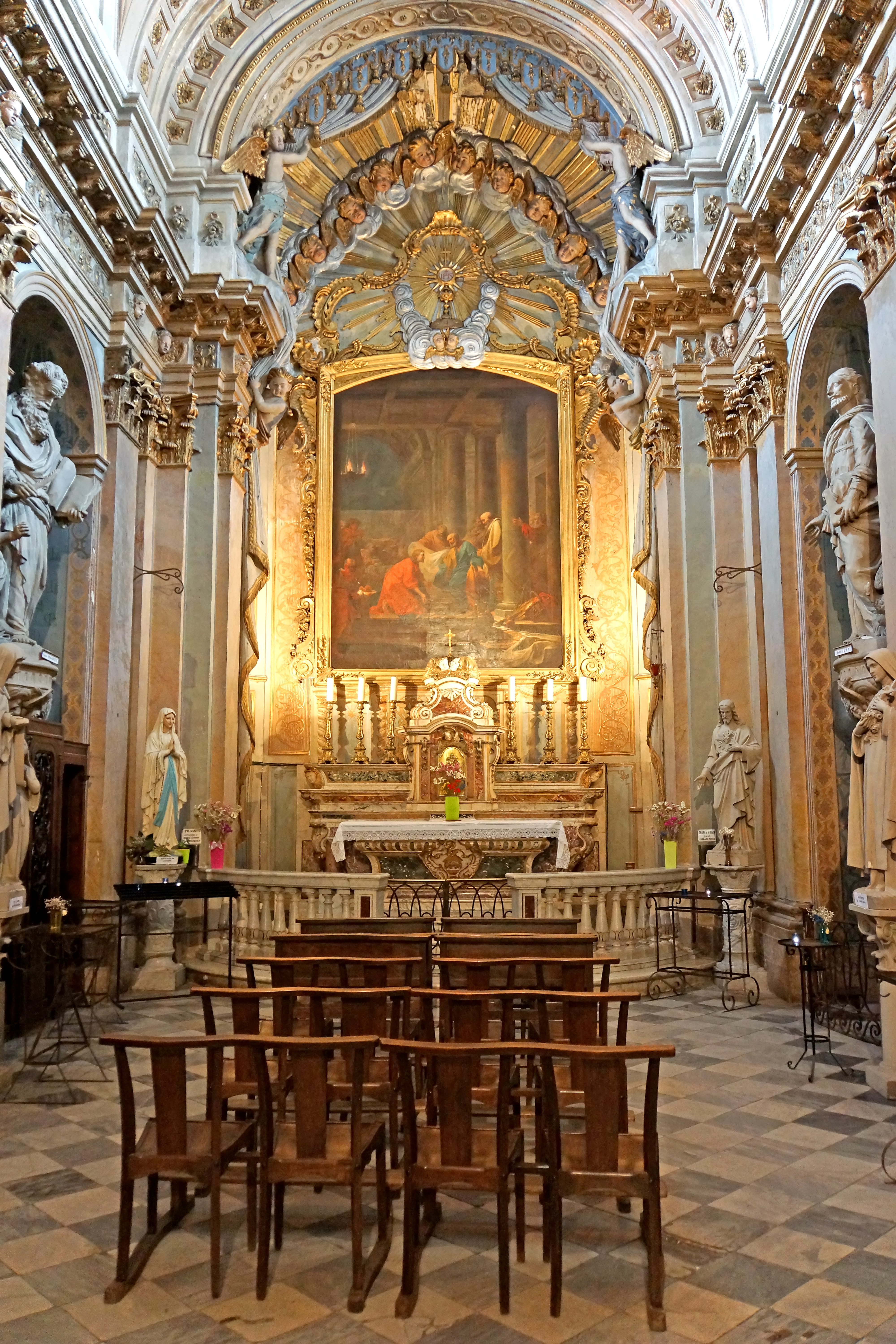
Vista interna